# Xysticus banksi
Xysticus banksi är en spindelart som beskrevs av Bryant 1933. Xysticus banksi ingår i släktet Xysticus och familjen krabbspindlar. Inga underarter finns listade i Catalogue of Life.